# 타이터스 오닐
새디어스 불라드(Thaddeus Bullard, 본명: 새디어스 마이클 불러드, Thaddeus Michael Bullard 1977년 4월 29일 ~ )는 미국 플로리다주 보인턴 비치의 남자 프로레슬링선수로 전 미식축구선수다. WWE에서는 타이터스 오닐(Titus O'Neil)이란 링네임으로 활동하고 있다. 키는 195cm(6 ft 5 in)에다가 몸무게는 121kg(266 lb)다. 피니쉬는 크래쉬 오브 타이터스(싯아웃 스파인버스터), 밀리언 달러 슬램(펌플핸들 파워슬램)으로 사용을 한다.

## Professional wrestling highlights
- Finishing moves
  - Crash of the Titus (Sitout spinebuster) - 2009-2020
  - Million Dollar Slam (Pumphandle powerslam) - 2009-2020
- Signature moves
  - Abdominal stretch
  - Backbreaker
  - Bearhug
  - Big boot
  - Body avalanche
  - Body slam
  - Elbow drop
  - European uppercut
  - Short-arm clothesline
  - Shoulder block
  - Standing fallaway slam
  - Leg drop
  - Overhead gutwrench backbreaker rack drop
  - Powerslam
- Managers
  - AW
  - Dana Brooke
  - Hornswoggle
- Wrestler manager
  - Akira Tozawa
- Nicknames
  - "The Big Deal"
  - "The Gator"
  - ""Real Deal"
- Entrance themes
  - "Radio" By Watt White's (WWE NXT; 2010; used with Zack Ryder)
  - ""Hes Ma Da" by Jim Johnston (WWE NXT; 2012; used with Hornswoggle)
  - "Move (Get It In)" by Woo Child (WWE; 2012)
  - "Making Moves" by Sugar Tongue Slim (WWE; 2012-2014; 16 February 2015-present; used as a member of the Prime Time Players and in single competition)
  - "Let Me Show You How (V1)" by CFO$ (WWE; 2014)
  - "Let Me Show You How" (2nd Version) by CFO$ (WWE; 2014-2015)
  - "Slater-Gator" by Jim Johnston (WWE; 2014-2015; used while teaming with Slater-Gator)

## 경력
프로레슬링선수가 되기 전 경기장 축구선수로 활약 플로리다 대학교에서 선수권에서 각종 상을 수상하며 졸업 후 2003년부터 2007년까지 아레나 풋볼리그에서 활약했다. 2009년 프로레슬링 입문으로 등장했다. 2012년 4월 20일 WWE 스맥다운에서 대런 영과 함께 악역 태그팀으로 활동 중이었다가 2013년 8월 19일 선역으로 돌아오게 되지만 2014년 1월 31일 WWE 스맥다운에서 커티스 액슬, 라이백 4인 태그팀 매치 중에서 대런 영을 배신을 해 악역이 되고 말았고 더 프라임 타임 플레이어즈팀은 해제되고 말았지만 그 후 히스 슬레이터하고 태그팀을 하였다 슬레이터 게이터라는 호칭을 하였고 그때부터 존재감이 없었다. 그 후 대런영이 돌아오면서 2015년 2월 16일 Raw에서는 선역으로 돌아온다. 2016년 2월 10일 raw 대니얼브라이언 은퇴 세그먼트 끝나고 쇼의 막바지에 이르던 도중 빈스맥맨의 팔을 잡아 장난을 치는 것이 포착되어 이것을 계기로 빈스 맥맨 심기를 건드려 징계를 90일 받았다 조용히 WWE에 복귀를 했다 그후 뜬금없이 잭 스웨거를 구하면서 2016년 6월 ~ 7월까지는 루세프와 대립을 하고 챔피언십에 도전했지만 WWE 머니 인 더 뱅크 2016에서 패배하고 만다. 다만 2016년 8월 15일 wwe raw에서 대런 영을 공격을 하는 바람에 다시 악역 전환한다. 2016년 12월 5일에서도 마크 헨리한테 상대를 했지만 끝내 빨리 끝나게 되고 지게 된다. 2016년 12월 19일 wwe raw 신 카라를 상대하던 도중 브라운한테 런닝 파워슬램을 당한다. 그러다가 wwe raw 2017년 1월 2일에서는 재비어한테 지고 1월 9일 wwe raw 코피한테 지니깐은 결과는 뻔뻔하게 지고 만다. 심지어는 2017년 1월 16일 wwe raw에서도 빅 e까지 5분만에 또 지고 만다. 2017년 1월 23일 WWE Raw에서는 4vs4 태그팀 매치에서도 이제서야 이기고 만다. wwe 로얄 럼블 2017에서도 참가를 하려고 했는데도 우승하지 못하고 실패하고 만다. 2017년 3월 13일 진행되었던 raw에서 빅 쇼랑 대결 하면서 초크슬램 3번 맞고 패배했다. wwe 레슬매니아 33에서도 앙드레 더 자이언트 추모 배틀로얄 매치 중에서는 참가를 하려고 했지만 여전히 실패를 한다. 그러나 너무 푸쉬를 못받아서 아예 약골이 된다. 2017년 4월 24일 wwe raw에서는 아폴로 크루즈한테 같이 셀카를 찍으면서 마무리를 짓는다. 그러나 갑작스럽게 선역으로 돌아왔다. 이 와중에서도 토자와 아키라랑 같이 붙어 다닌다. 게다가 자신이 만든 브랜드명인 타이터스 월드 와이더를 내세워 홍보하기도 한다. 2018년 4월 27일에는 사우디아라비아에서 열리는 그레이티스 로얄럼블에서 39번으로 출전하였다. 그런데 링쪽으로 뛰어 들어가다가 바닥에 미끄러져 링 구석으로 빨려 들어가는 듯한 몸개그 해프닝이 벌어져 전세계 팬들과 모니터링 하고 있는 WWE 회장 빈스 맥맨 마저 큰 웃음을 주고 말았다. 그리고 2018년 11월에서는 끝내 월드 타이터스 월드 와이더로 해체되었다. WWE 로얄 럼블 2019에서 로얄 럼블 매치중에서 참가를 했으나 탈락 당하고 그리고 WWE 레슬매니아 35에서 배틀 로얄매치 중에서 참가를 했지만 실패를 한다. 그리고 2019년 5월 20일 WWE Raw에서 WWE 월드 24/7웨이트 챔피언을 얻었으나 결국은 바비 루드한테 빼았겼다. 이번엔 WWE 슈퍼 쇼 다운 2019 배틀로얄 참가를 했지만 실패를 거둔다. 2020년 9월 11일 WWE Raw에서는 Raw 언더그라운드에서 브라운 스트로우먼이 다른 선수들을 박살 낼 때 기습해 상당히 유리한 고지에 있는 듯 싶었으나 바로 길로틴 초크에 걸려 기절한다.

## 수상
- FCW 플로리다 태그팀 챔피언 1회 - 데미안 샌도우
- PIW 랭크드 힘 넘버 82 오프 더 탑 500 싱글즈 레슬러 인 더 PWI 500 인 2013
- 모스트 디설 푸시 2015 멤버 오프 프라임 타임 플레이어스
- 워스트 퓨드 오프 더 이열 2016 vs 대런 영
- WWE 태그팀 챔피언 (구 버전) (1회) - 대런 영
- WWE 24/7 챔피언 (1회) (초대 챔피언)
- WWE 이어 엔드 어워어드 (1회)
  - 퍼니어스트 모먼트 오브 더 이열 - 트리핑 오우버 액트 WWE 그레이트 로얄 럼블 2018
- 워리어 어워드 (2020년)